# Таурбеков, Ораз Кайсаевич
Ораз Кайсаевич Таурбеков (каз. Таурбеков Ораз Қайсаұлы; род. 15 декабря 1968, Казахская ССР) — казахстанский государственный деятель. Аким города Темиртау (2022—2024).

## Биография
Родился 15 декабря 1968 года в Карагандинской области.
В 1991 году окончил Высшее военно-морское училище подводного плавания по специальности «штурман кораблей».
В 1996 году окончил Карагандинский учебный центр (Институт повышения квалификации) Министерства труда РК по специальности «бухгалтерский учёт и аудит».
В 2003 году окончил Финансовую академию при Правительстве Российской Федерации по специальности «финансы и кредит».
Являлся налоговым инспектором г. Караганды, начальником отдела налоговой инспекции г. Шахтинск, г. Караганда (1999—2003).
Занимал должность председателя налогового комитета г. Караганды, председателя налогового комитета по Павлодарской области, по городу Астана.
Вице-президент, председатель правления АО «Казақстан жолдары» (май — октябрь 2004).
Генеральный директор ТОО «ТЭМК» г. Темиртау (2008—2009).
Заместитель председателя Комитета по работе с несостоятельными должниками г. Астана Министерства Финансов Республики Казахстан (январь—сентябрь 2011).
Член ревизионной комиссии по Карагандинской области (14 сентября 2011—октябрь 2017).
Руководитель управления экономики и бюджетного планирования Карагандинской области (16 января 2018—9 июля 2019).
Аким города Балхаш (10 июля 2019—5 сентября 2022).
Аким города Темиртау (с 10 сентября 2022 по 18 сентября 2024)
Заместитель акима Карагандинской области (с 23 сентября 2024).
Владеет казахским и русским языками.